# Drottningens landstigning i Marseille den 3 november 1600
Drottningens landstigning i Marseille den 3 november 1600 är en oljemålning av den flamländske barockkonstnären Peter Paul Rubens. Den målades omkring 1622–1625 och ingår i Louvrens samlingar i Paris. 
Den beställdes av änkedrottning Maria av Medici som var gift med kung Henrik IV av Frankrike. Hon beställde sammanlagt 24 målningar av Rubens i den så kallade "Medicisviten" till det samtidigt uppförda Palais du Luxembourg. Syftet var att glorifiera sig själv och stärka hennes maktanspråk efter att maken mördats 1610. 
Här skildras den i Florens födda drottningens landstigning i Marseille på franska sydkusten. Den kan knappast sägas vara en särskilt spännande episod, men Rubens har ändå lyckats göra den till ett skådespel med dittills osedd praktutveckling. När Maria går ner för landgången flyger Fama över hennes huvud och blåser triumferande i två trumpeter. Neptunus stiger upp ur havet med sitt följe av sjöjungfrur, efter att ha övervakat sjöfärden. Hon möts av en bugande representant för det officiella Frankrike vars mantel pryds av kungliga franska liljor. Landstigningen i Marseille skedde den 3 november 1600 och vigseln i Lyon den 17 december samma år.

## Medicisviten
Målningarna i Medicisviten var avsedda för västra flygeln i Palais du Luxembourg som uppfördes 1615–1631. De 24 målningarna överfördes successivt till Louvren 1790–1816. Maria av Medicis avsikt för den östra flygeln var att beställa 24 målningar som glorifierade hennes make Henrik IV  som en krigets hjälte.  Dessa målningar hann aldrig fullbordas av Rubens då Maria av Medicis landsförvisades 1631. Men flera ofullborade verk och skisser finns bevarade, däribland Henrik IV av Frankrike vid belägringen av Amiens på Göteborgs konstmuseum.

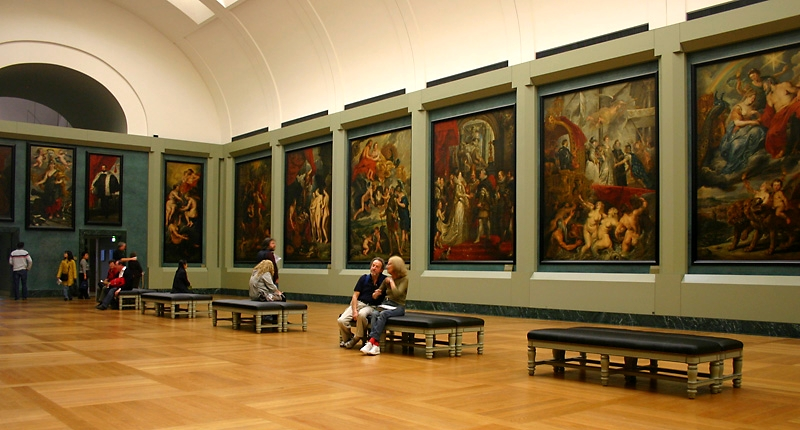
Medicisviten på Louvren.
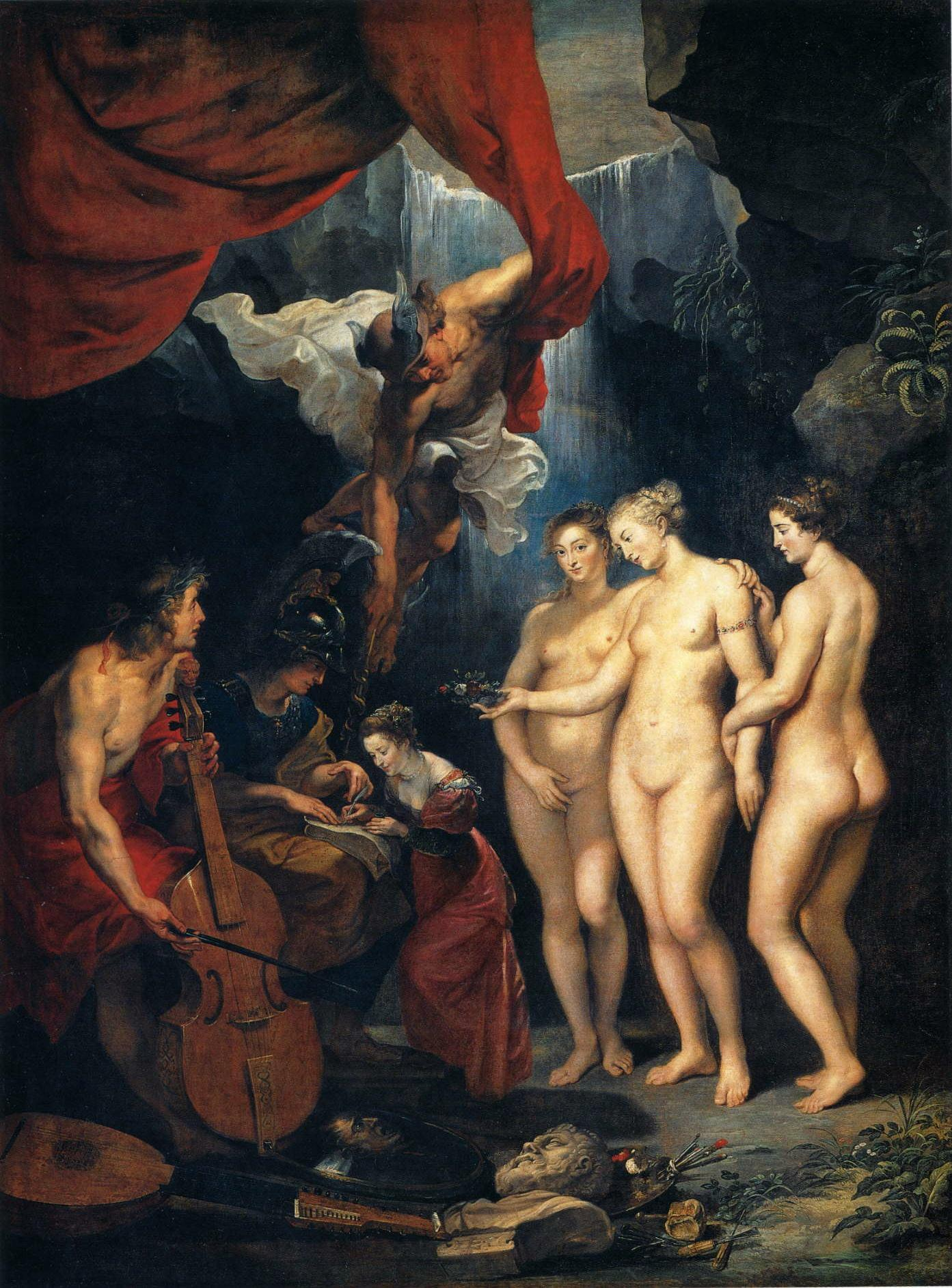
Rubens Drottningens undervisning.
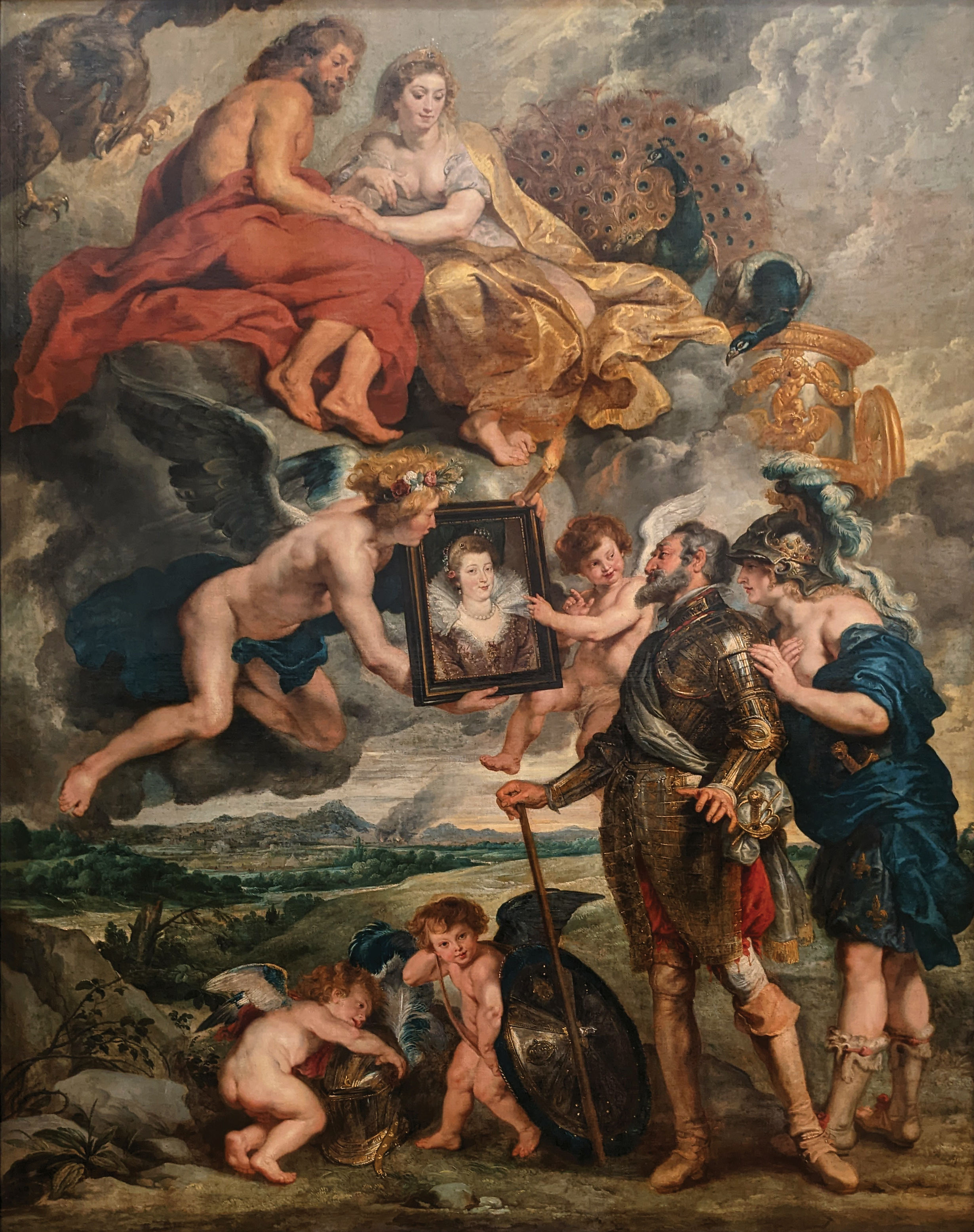
Rubens Henri IV mottar porträttet av Maria av Medici.
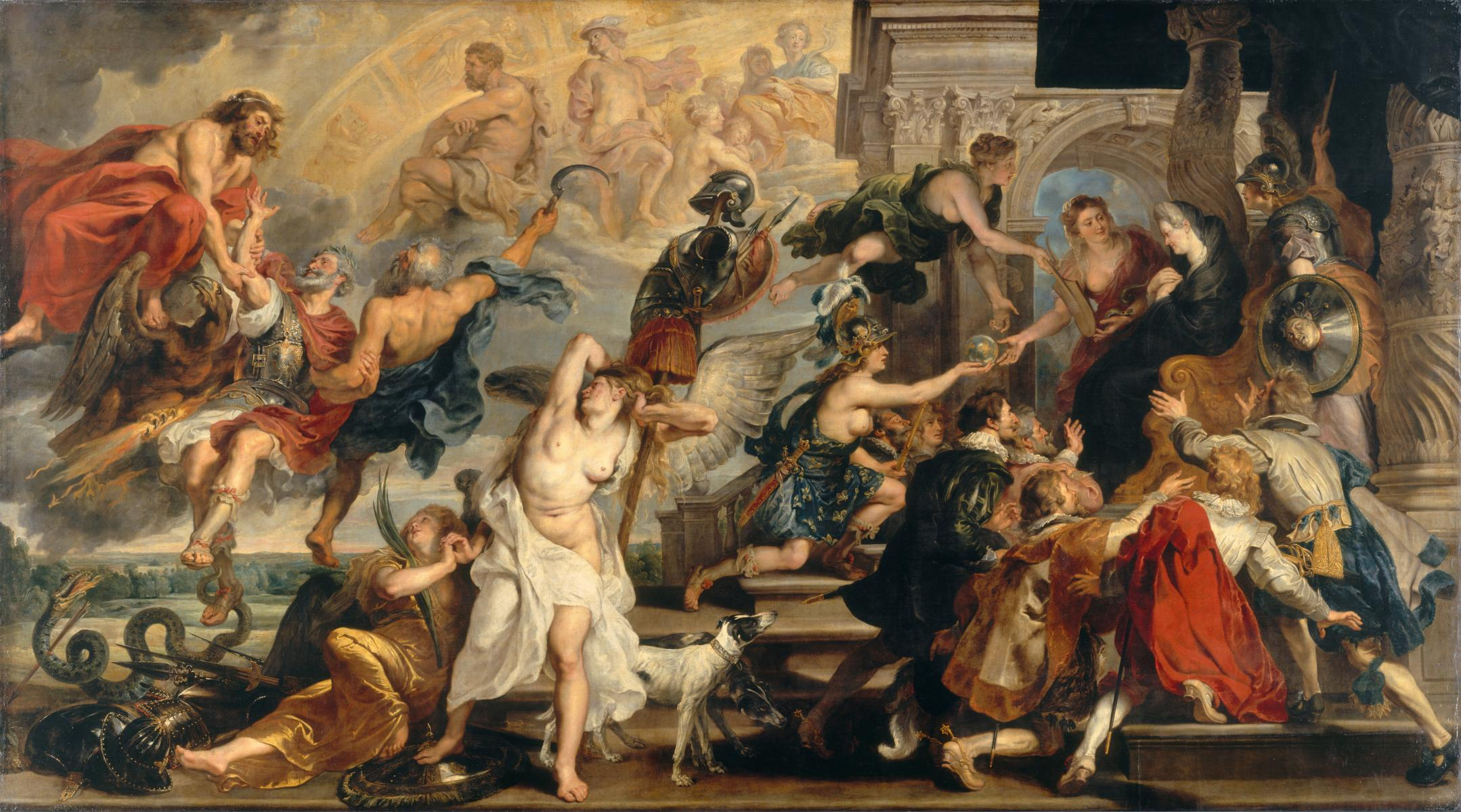
Rubens Henrik IV:s apoteos och proklamationen av drottningens regentskap.